# Sahle Dyngyl
Sahle Dyngyl (pol. Łaska Cnoty) (ur. 1778 – zm. ?) – cesarz Etiopii rządzący z przerwami pomiędzy 1832, a 1855 rokiem, czyli pod koniec okresu rozbicia dzielnicowego Etiopii, zwanego zemene mesafynt. Był synem Gebre Mesaja, którego rodowód rzekomo wywodził się od młodszego syna cesarza Fasiledesa, rządzącego w XVII wieku. Sahle Dyngyl pochodził z dynastii salomońskiej. Aż pięciokrotnie wstępował na tron. Pięć razy też go tracił na rzecz swoich konkurentów. Dokładnie panował w latach 1832-1840, 1841–1845, 1845–1850, 1851–1855.

## Życiorys
Sahle Dyngyl był marionetkowym władcą, wyniesionym na tron przez rasa Alego Małego z plemienia Jedżu Oromo. Gdy Sahle został cesarzem, duchowieństwo z Azazo potępiło jego religijne przekonania i przekonało rasa Alego do odwołania Sahle Dyngyla. Został wysłany do Zengaj. Nowym władcą został Gebre Krystos – brat Dyngyla, ale zmarł po trzech miesiącach. W październiku 1832 w miejscowości Tagur, Sahle Dyngyl nakłonił rasa Alego, by ten ponownie uczynił go cesarzem. W tym samym czasie Yguale Anbesa ogłosił się kolejnym władcą. Sahle Dyngyl ściął jego głowę i ustawił ją na drzewie w Adababay. Po śmierci rasa Kinfu, wodzowie wojenni walczyli o kontrolę nad Godżamem. W październiku 1839 matka rasa Alego, Menen Liben Amede zyskała przewagę po bitwie pod Chenti Ber, wygrywając nad krewnym Kinfu - Uelda Tekle. Następnie 29 sierpnia 1840 zdetronizowała Sahle Dyngyla i ustanowiła cesarzem swojego męża Jana III. Nowy cesarz wdał się w niełaskę rasowi Alemu poprzez popieranie jego rywala, Uube Hajle Maryama, co stało się powodem do ponownego przywrócenia Sahle Dyngyla na tron w październiku 1841. W 1850 Janowi III ponownie udało się wstąpić na tron, ale znowu tylko na jeden rok. W 1851 Dyngyl powrócił na tron, jednak Jan III podtrzymywał swoje roszczenia. Różne części podzielonego królestwa uznawały jednego, bądź drugiego cesarza jako swojego zwierzchnika. Sytuacja zmieniła się, gdy Etiopia ostatecznie zjednoczyła się pod panowaniem Teodora II 11 lutego 1855, co zakończyło okres zemene mesafynt. Jan III uznał nowego cesarza. Sahle Dyngyl stracił wówczas koronę na rzecz Teodora i został wysłany do Godżamu. Jego dalsze losy nie są znane.

## Polityka zagraniczna
Chociaż Sahle Dyngyl nie miał realnej władzy, ani wpływu na politykę kraju, korespondował z różnymi osobistościami poza obszarem Etiopii, używając swojej pieczęci i swojego tytułu. Istniejące do dziś korespondencje cesarza zawierają plik listów skierowanych do szwajcara Samuela Gobata w kwietniu 1848 roku. Samuel Gobat był wówczas anglikańskim biskupem Jerozolimy, a na początku lat 30. XIX wieku odwiedził Etiopię. Cesarz poprosił go o przywrócenie w ręce etiopskiej społeczności klasztoru Dar es Sultan. Podpis Sahle Dyngyla pojawia się także na kilku podpisach listów z 18 maja 1839, adresowanych do wicehrabii Henry’ego Palmerstona za pośrednictwem Antoine’a Thomsona d’Abbadie. Sahle Dyngyl prosił w nich Palmerstona o wystosowanie prośby do królowej Wielkiej Brytanii, Wiktorii Hanowerskiej, aby poprosiła paszę Egiptu, Muhammada Alego, by wycofał swoje wojska, niszczące Etiopię i bezpośrednio zagrażające miastu Gondar.

## Relacja Eduarda Rüppella
Niemiecki zoolog, Eduard Rüppell, który odwiedził stolicę Etiopii - Gondar w 1833 stwierdził, że cesarskie 

...dochody ledwie przekraczają zarobki przeciętnych Etiopczyków, a wielcy książęta z Tigraj, Szeua i Amhary nie są w stanie zapobiec ciągłej walki i rozlewu krwi.